# Kühbergerbach
Der Kühbergerbach ist ein rund 1,4 Kilometer langer, linker Nebenfluss des Alpenbaches in der Steiermark.

## Verlauf
Der Kühbergerbach entsteht an einem Hang im nördlichen Teil der Gemeinde Kainach bei Voitsberg, im Nordosten der Katastralgemeinde Gallmannsegg und nordöstlich der Ortschaften Gallmannsegg und Hadergasse, nördlich des Wirtshauses Kühberger. Er fließt im Oberlauf relativ gerade nach Südsüdosten, ehe er etwa 300 Meter südsüdöstlich des Wirtshauses Kühberger auf einen Südwestkurs und nach weiteren rund 300 Metern auf einen Westkurs schwenkt. Insgesamt fließt der Kühbergerbach nach Südwesten. Nördlich der Streusiedlung Forstbauerngraben mündet er etwa 30 Meter nördlich der Zufahrtstraße zum Wirtshaus Kapitel in den Alpenbach, der danach geradeaus weiterfließt. Auf seinen Lauf nimmt der Kühbergerbach von links einen unbenannten Wasserlauf auf.